# Hades (Rapper)

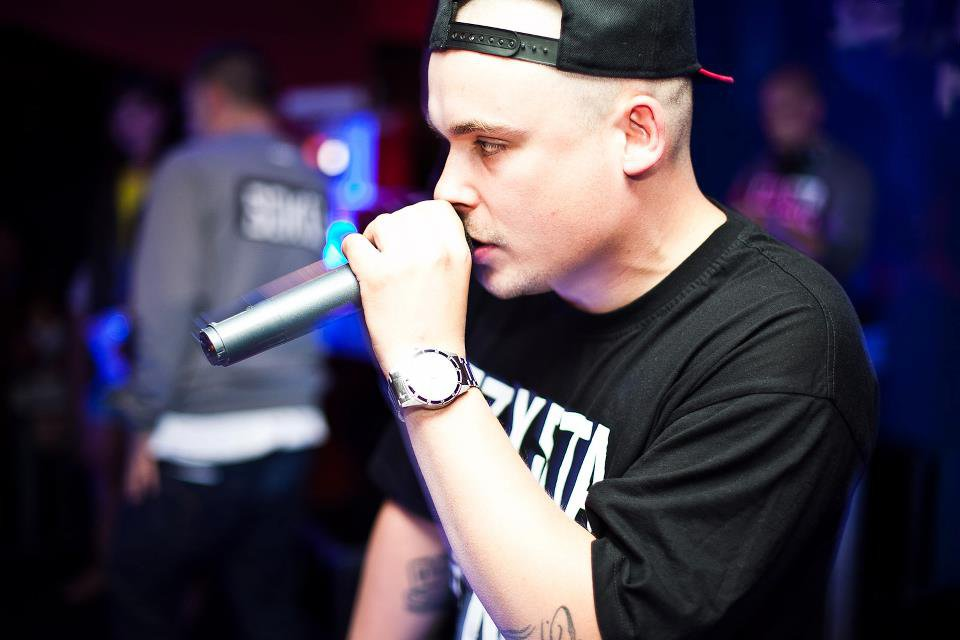
Hades, 2012

Hades (* 16. August 1985, Polen, als Łukasz Bułat-Mironowicz), auch bekannt als Had, JiHad, Hamas, Had Hades, HDS und Sibul, ist ein polnischer Rapper. Bekanntheit erreichte er vor allem als Bandmitglied der Hip-Hop-Gruppe HiFi Banda. Seit 2011 führt er zusätzlich eine Solokarriere. Unter anderem arbeitete Hades bislang mit Musikern wie O.S.T.R., Chada, Flint, Fu, Pelson, POE, Vienio, W.E.N.A. und WhiteHouse zusammen.

## Karriere
Am 17. Oktober 2011 erschien Hades’ Debütalbum Nowe dobro to zło beim Plattenlabel Prosto. Dieses erreichte Platz 20 in den polnischen Albumcharts. Insgesamt wurden drei Musikvideos zu den Titeln Na ulicy, Kurz und Nowe dobro to zło gedreht. Am 26. Februar 2013 erschien zusammen mit O.S.T.R. das zweite Studioalbum Haos. Dieses erreichte in den polnischen Albumcharts die Höchstposition für drei Wochen. Am 27. März 2013 bekam das Album die Goldene Schallplatte für über 15.000 verkaufte Einheiten verliehen. Musikvideos wurden zu den Titeln Psychologia tłumu, Ona i ja, Stary Nowy Jork und Mniej więcej gedreht.

## Diskografie

### Studioalben
| Jahr | Titel Musiklabel                 | Höchstplatzierung, Gesamtwochen, AuszeichnungChartsChartplatzierungen (Jahr, Titel, Musiklabel, Platzierungen, Wochen, Auszeichnungen, Anmerkungen) | Anmerkungen                                                                 |
| Jahr | Titel Musiklabel                 | PL | Anmerkungen                                                                 |
| ---- | -------------------------------- | --- | --------------------------------------------------------------------------- |
| 2011 | Nowe dobre to zło Prosto Records | PL20 (3 Wo.)PL | Erstveröffentlichung: 11. Oktober 2011                                      |
| 2013 | Haos Asfalt Records              | PL1 Platin · (29 Wo.)PL | Erstveröffentlichung: 26. Februar 2013 Verkäufe: + 30.000, mit O.S.T.R.     |
| 2014 | Czasoprzestrzeń                  | PL50 (1 Wo.)PL | Erstveröffentlichung: 5. Dezember 2014 feat. Emade und Kebs                 |
| 2015 | Różewicz – Interpretacje         | PL22 (2 Wo.)PL | Erstveröffentlichung: 12. Juni 2015 Sokół feat. Hades und Sampler Orchestra |
| 2017 | świattło                         | PL1 Gold · (7 Wo.)PL | Erstveröffentlichung: 27. Januar 2017 Verkäufe: + 15.000                    |
| 2019 | Combo                            | PL3 (2 Wo.)PL | Erstveröffentlichung: 14. November 2019 mit Barto Katt                      |
| 2020 | Hao2 Asfalt Records              | PL1 (11 Wo.)PL | Erstveröffentlichung: 11. Dezember 2020 mit O.S.T.R.                        |